# Havøysund
Havøysund [havœʏsʉn] (nordsamisch Ávanuorri) ist eine Ortschaft in der norwegischen Kommune Måsøy in der Provinz (Fylke) Finnmark. Der Ort stellt das Verwaltungszentrum von Måsøy dar und hat 917 Einwohner (Stand: 1. Januar 2024).

## Geografie
Havøysund ist ein sogenannter Tettsted, also eine Ansiedlung, die für statistische Zwecke als eine Ortschaft gewertet wird. Der Ort liegt an der Südostküste der Insel Havøya (nordsamisch Ávvá) an der Barentssee. Die Insel ist an der Stelle nur durch die schmale Meerenge Havøysundet vom Festland getrennt. Westlich des Ortes liegt der See Storvannet.

## Geschichte
Havøysund war zunächst ein kleines Fischerdorf. Im Jahr 1944 wurde die Siedlung stark zerstört, als die deutsche Besatzung große Teile der Region Finnmark niederbrannte. Nach dem Ende des Zweiten Weltkriegs kam es zu einem stärken Bevölkerungsanstieg. Die Havøysund kirke ist eine Kirche aus dem Jahr 1961. Die Vorgängerkirche wurde von den deutschen Besatzern angezündet und brannte ab. Anschließend wurde vorübergehend eine Behelfskirche erbaut, die schließlich durch den Neubau abgelöst wurde.

## Wirtschaft und Infrastruktur

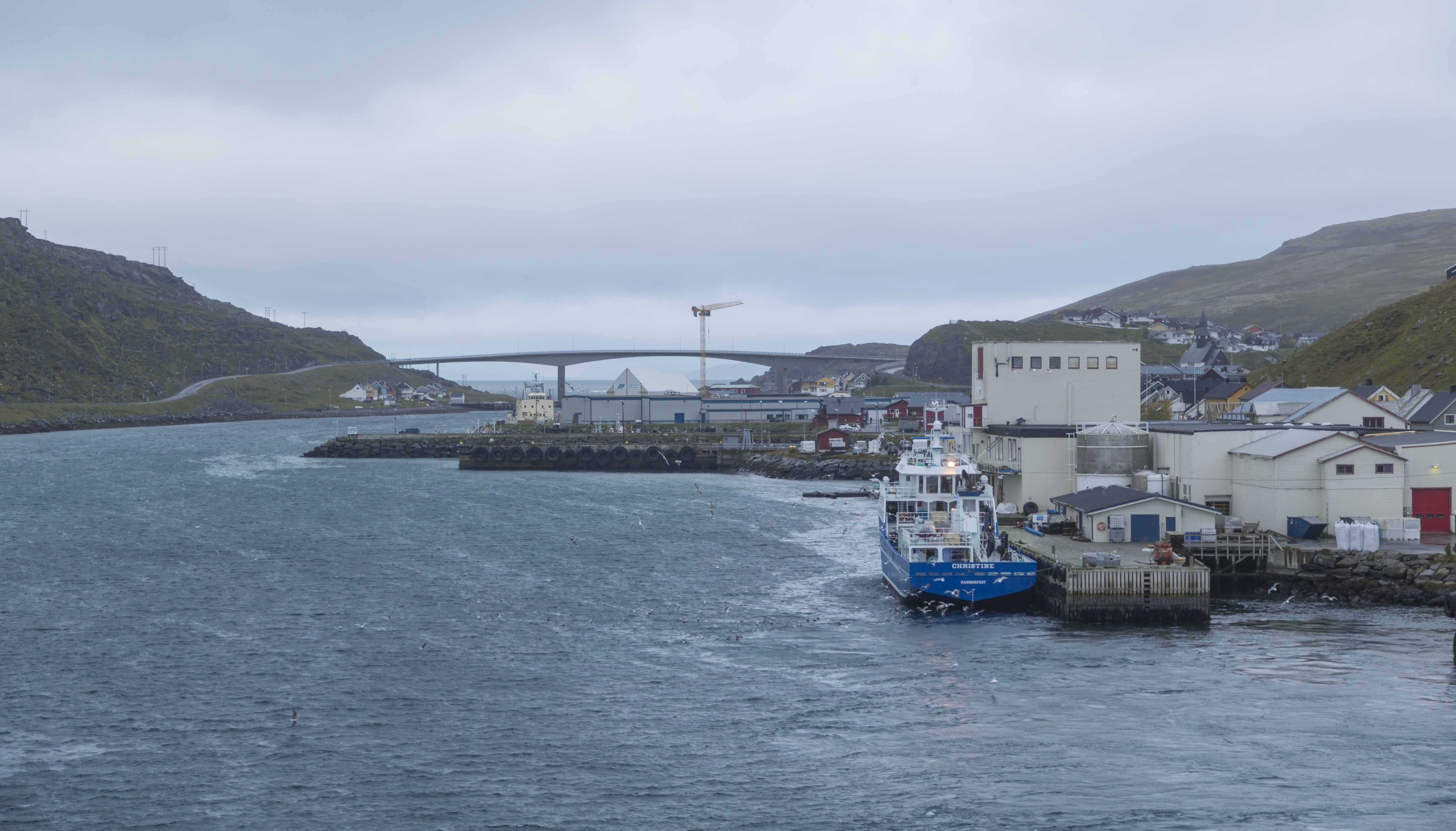
Meerenge Havøysundet und die Brücke Havøysund bru

### Verkehr
Von der Porsanger-Halbinsel, also vom Festland, führt der Fylkesvei 889 über die Brücke Havøysund bru über die Meerenge Havøysundet auf die Insel Havøya. Dort führt die Straße in Richtung Osten durch die Ortschaft. Die Havøysund bru wurde im Dezember 1986 eröffnet und hat eine Länge von 293 Metern. Sie gilt als die nördlichste der Welt in ihrer Größenklasse. Im Hafen von Havøysund legen Schiffe der Hurtigruten an. Erstmals angesteuert wurde der Hafen im Jahr 1934. Als Orientierungspunkt für die Seeleute dient mittlerweile der Windpark der Insel.

### Wirtschaft
Die Fischerei stellt eine wichtige Einnahmequelle dar. Neben dem Fischfang spielt auch die Verarbeitung eine bedeutende Rolle. Im Nordwesten des Ortes liegt der Windpark Havøygavlen, der als der nördlichste der Welt gilt. Der Windpark wurde 2002 gebaut und in Betrieb genommen. Er besteht aus 16 Windkraftanlagen vom Typ Nordex N80 mit einer Gesamtleistung von 40 MW. Erbaut wurde er als einer der ersten Anlagen Norwegens von Norsk Miljøkraft. Im Jahr 2011 übernahm Finnmark Kraft den Betrieb. Im Wege eines Repowerings soll der Windpark bis Ende 2021[veraltet] durch neun Vestas V117-4.2 MW-Turbinen ersetzt und die jährliche Energieerzeugung erhöht werden.